# Yamauchi Keita
Keita Yamauchi (sinh ngày 16 tháng 4 năm 1994) là một cầu thủ bóng đá người Nhật Bản.

## Sự nghiệp câu lạc bộ
Keita Yamauchi đã từng chơi cho YSCC Yokohama.